# グレイトフルデッド (映画)
『グレイトフルデッド』（GREATFUL DEAD）は、2014年11月1日公開の日本のサスペンス映画。

## ストーリー
母の家出や姉の同棲、父の自殺と、幼少期の一家離散で孤独に育った冴島ナミの趣味は、町を散策して孤独な人間を見つけては観察し続ける「孤独ウォッチング」。孤独死寸前の老人の家に侵入して記念撮影をしたり、公園で日々鳩に餌をやる一方で絡んできた男に大怪我をさせたりする村佐古を観察したり、それらを手帳に詳細に綴ったりする毎日を過ごしていた。そんなある日、一人暮らしの老人、塩見三十郎を見つける。塩見は昔の活躍も過去の栄光となり、今は実の息子が訪ねて来ても追い返したり、近所の主婦らの噂話にも粗暴に怒るなど、偏屈で孤独に生きていた。今まで以上の執着で塩見を監視し続けるナミであったが、それにはある理由があった。
ところが、塩見は老人を孤独死から守るボランティアをしていたスヨンと出会う。若く誠実な彼女の信じるキリスト教の聖書から信仰という救いをもとに希望を見出し過去を反省し、生命力を取り戻していく。
期待とは逆に幸せを取り戻した塩見を見たナミは怒りに震える。村佐古を唆し、スヨンや彼女をボランティアに誘った男性を襲撃し、更に塩見の家にも上がり込み監禁する。そうとは知らずに訪ねてきた塩見の息子も、塩見の目の前で殺した。スヨンもナミに襲われたと気づいた塩見は、ナミの外出中に拘束を解き、息子の血を拭った手ぬぐいをはちまきにして、ナミへ戦いを挑んでいく…。

## キャスト
- 冴島ナミ - 瀧内公美 / 愛来(幼少期)

「孤独ウォッチング」を趣味とする孤独な女性。父の保険金で生活には困っていない。
- 塩見三十郎 - 笹野高史

家族と疎遠になった孤独で偏屈な老人。昔はテレビに出演もしていた有名人。
- スヨン - キム・コッピ

キリスト教を信仰する若い娘。
- 村佐古 - 矢部太郎

鳩を愛する殺人鬼。
- 冴島明日香 - 酒井若菜

ナミの姉。父親がまだ生きていた頃に男と同棲するため家を出た。現在は一人娘がいる。
- 塩見清直 - 木下ほうか

三十郎の息子。妻と、私立中学を受験する息子がいる。
- 冴島洋一 - 松田賢二

ナミと明日香の父。
- 北野敦子 - 渡辺奈緒子

母の居なくなった後に、冴島家に上がり込んだ父の愛人。
- 柳道彦 - 泉政行[1]

孤独死から老人を守ろうとするボランティアを行っている。村佐古に頭部をハンマーで殴られて絶命する。
- 冴島響子 - 赤間麻里子

ナミと明日香の母。ナミが小学校で同級生に大怪我をさせても学校へ駆けつけることもしない。
- 金澤美穂
- 久保田磨希
- 松尾諭
- 配達人 -  板尾創路
- 宮澤美保
- 五辻真吾
- 上地春奈
- 宗教者 - 渡洋史
- 山野海
- 川連廣明
- 純烈（小田井涼平、白川裕二郎、酒井一圭、友井雄亮、後上翔太、林田達也）

## スタッフ
- 監督：内田英治
- 製作：萩尾裕茂、川村英己、細野義朗、金沢雄大
- プロデューサー：楠智晴、小野恵賜、柴田愛之助、木下鳳華
- 共同プロデューサー：森角威之
- 脚本：内田英治、平谷悦郎
- 撮影：木村信也
- 照明：谷本幸治（JSL）
- 録音：甲斐田哲也
- 特殊メイク：岡優貴
- 音響効果：伊藤瑞樹
- 助監督：島崎謙太郎
- 大応援：武正晴
- アクション：木下鳳華
- 音楽：Lady Joker
- 楽曲提供：クラシック名曲サウンドライブラリー
- 韓国語翻訳：朴泰信
- 撮影協力：甲州市塩山三日一場小屋敷の皆さん、風林亭、佐藤青果商店、恵林寺、高木歯科、渚白寺、笛吹市一宮支所、山梨日下部教会、一宮運送、甲府市教育委員会、雨宮自動車興業、笛吹きらめきテレビ、ヒューガ春日居店、雨宮工務店、石和町市部の皆さん
- 特別協力：JCC
- 企画協力：Showzoo
- 制作・配給：アークエンタテインメント
- 制作協力：杜方
- 製作：東京さくら印刷、アークエンタテインメント、スターダストピクチャーズ、ギルド、MAXWAY INTERNATIONAL JAPAN
- 主題歌：「Paradaise」HeartBeat（作詞：HeartBeat　作曲：GP a.k.a.N.O.B.B.、HeartBeat、編曲：GP a.k.a.N.O.B.B.）

## 製作
主演の冴島ナミ役は、オーディションで当時はほぼ無名の瀧内公美が抜擢された。
出演者の木下ほうかは本映画のプロデューサーも兼務しており、村佐古のキャスティングにあたっては、木下が矢部太郎にオファーした。

## 評価
2013年にファンタスティック・フェスト（アメリカ）、第21回レインダンス映画祭（イギリス）、アンリアル映画祭（アメリカ）、第10回香港アジア映画祭の招待作品として、2014年にゆうばり国際映画祭の特別招待枠作品として出品されるなど、10か所以上の映画祭に出品された。
また、イギリスへの配給も決定した。